# 922 TCN
922 TCN là một năm trong lịch La Mã.